# 玛丽·什米多娃
玛丽·什米多娃（捷克語：Marie Šmídová，1907年4月19日—1963年），捷克女子乒乓球运动员。她曾获得3枚世界乒乓球锦标赛金牌。